# 얍윰
얍윰(티베트어: ཡབ་ཡུམ། yab yum, 직역하면 ‘아버지 어머니’)는 인도, 부탄, 네팔, 티베트의 불교 미술에서 나타나는 남성 존격(尊格)이 여성 배우자와 성적으로 결합한 형상을 묘사한 상징이다. 관희불(觀喜佛)이라고도 한다.
남성 존격이 연화좌에 앉고 그 허벅지 위에 반려(伴侶)가 앉는 좌위 구도가 일반적이다. 이 교합 표현을 통해 공성(空性)의 지혜, 즉 여성 원리인 자리(自利)와 자비의 방편(方便), 즉 남성 원리인 이타(利他)의 일치를 체현한 불타의 경지, 즉 대락(大樂)을 표현한다.

## 개요

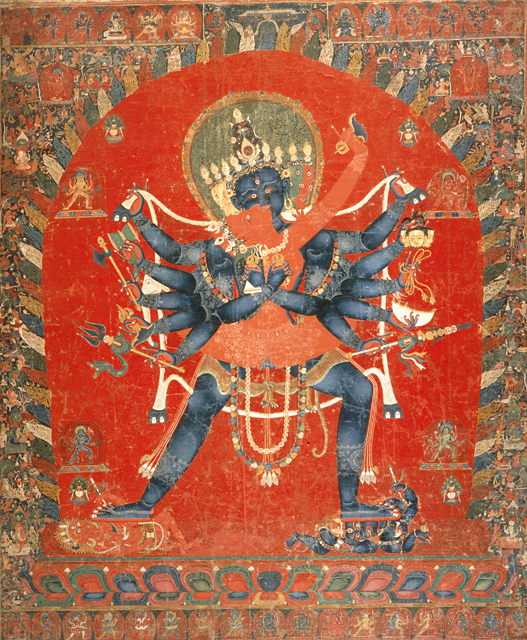
차크라삼바라(Cakrasaṃvara)와 바즈라바라히(Vajravārāhī)

얍윰은 후기 밀교의 무상유가탄트라와 상징주의가 결부된 것이며, 남성상은 ‘자비’(karuṇā)을 부여하는 남성 원리인 ‘방편’(upāya), 그리고 그 반려는 여성 원리인 ‘반야’ (prajñā)와 결부된다.
방편과 반야(지혜)의 상징적 교합은 특히 티베트의 탄트라 불교에서 중심적인 가르침이다. 이 교합은 실천자의 신체에서 신비적인 체험으로 실현된다.
티베트 불교에서는 같은 사상을 금강령(金剛鈴)과 금강저(金剛杵)로 볼 수 있다. 이 둘은 얍윰과 마찬가지로 불타가 구현하는 깨달음의 두 측면을 상징화한 것이기 때문이다. 또한, 이 형상은 종종 조각이나 부조, 탕카(두루마리 그림의 일종)의 소재가 되기도 한다.

### 성취법
과거 얍윰을 본존으로 하는 수행법(성취법)으로 주로 재가(在家) 수행자들 사이에서는 신체를 가진 파트너와 함께하는 탄트라적인 요가라는 측면이 있었다. 여성 파트너는 인녀(印女, mudrā)라고 불리며, 갈마인(羯磨印, karmamudrā)은 육체를 가진 실제 여성 파트너, 지인(智印, jñānamudrā)은 실제 여성을 수반하지 않는 관상 속의 파트너를 가리켰다.